# Amanda Fraser
Amanda Fraser (nacida el 10 de noviembre de 1981 en Emerald, Queensland) es una atleta y nadadora paralímpica australiana. Tiene parálisis cerebral y compite en la categoría F37 para discapacitados físicos. En los Juegos Paralímpicos de verano de 2000, 2004 y 2008 ganó dos medallas de plata y dos de bronce, y en los Campeonatos Mundiales de 2006 ganó una medalla de oro y otra de plata. En los campeonatos de 2006, estableció un récord mundial de lanzamiento de disco en su clasificación, y fue nombrada Atleta Femenina AWD de Telstra del año 2006 por Athletics Australia. Fraser trabaja ahora como entrenadora personal, trabajando con personas no familiarizadas con el entorno de los gimnasios, especialmente con mujeres. Ella cree que es importante que las mujeres se sientan empoderadas y tiene como objetivo ayudarlas a desarrollar su fuerza mental y física.

## Carrera

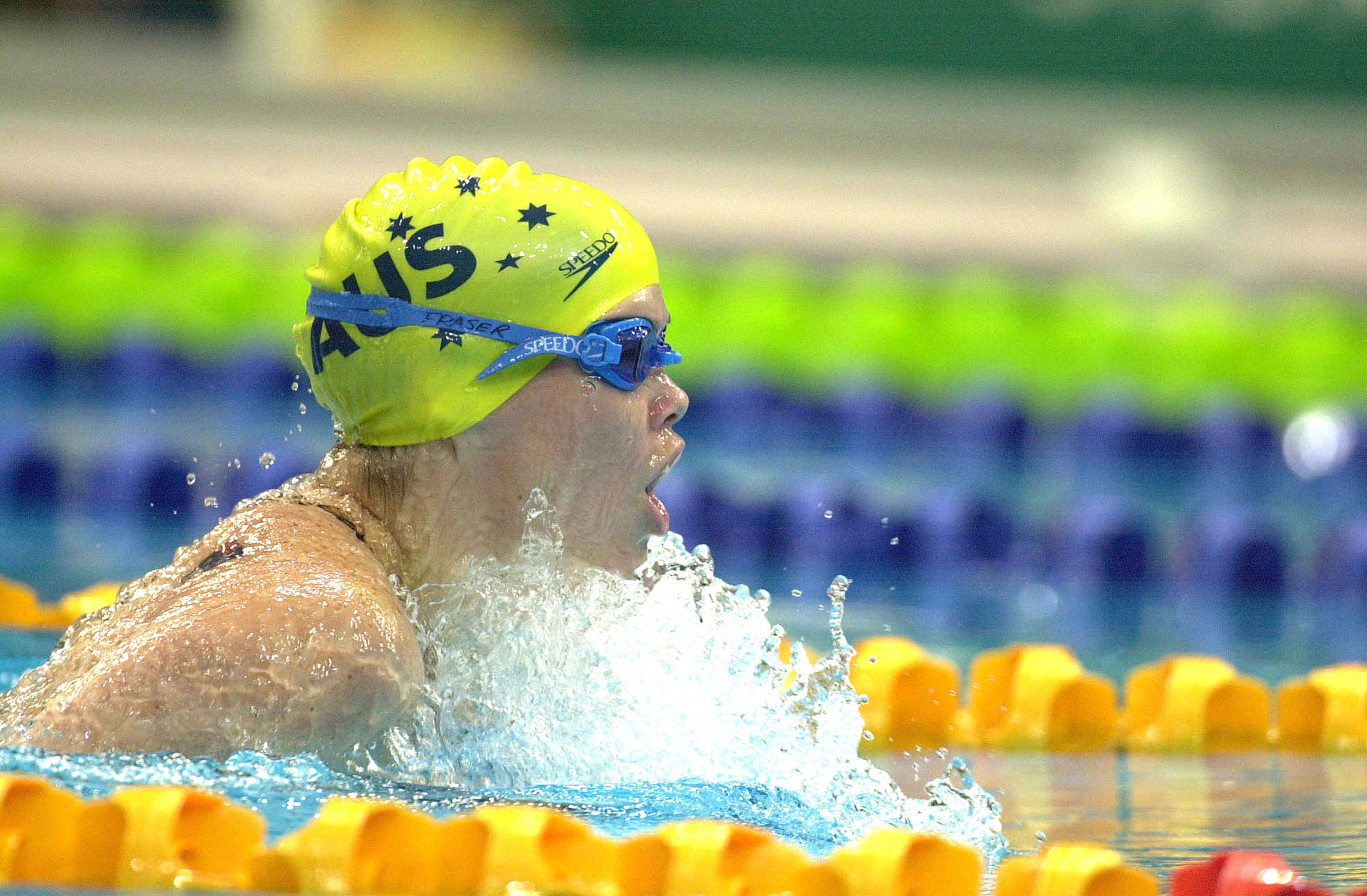
Fraser en la piscina durante el popurrí de 200 m S7 en los Juegos Paralímpicos de Sídney 2000.

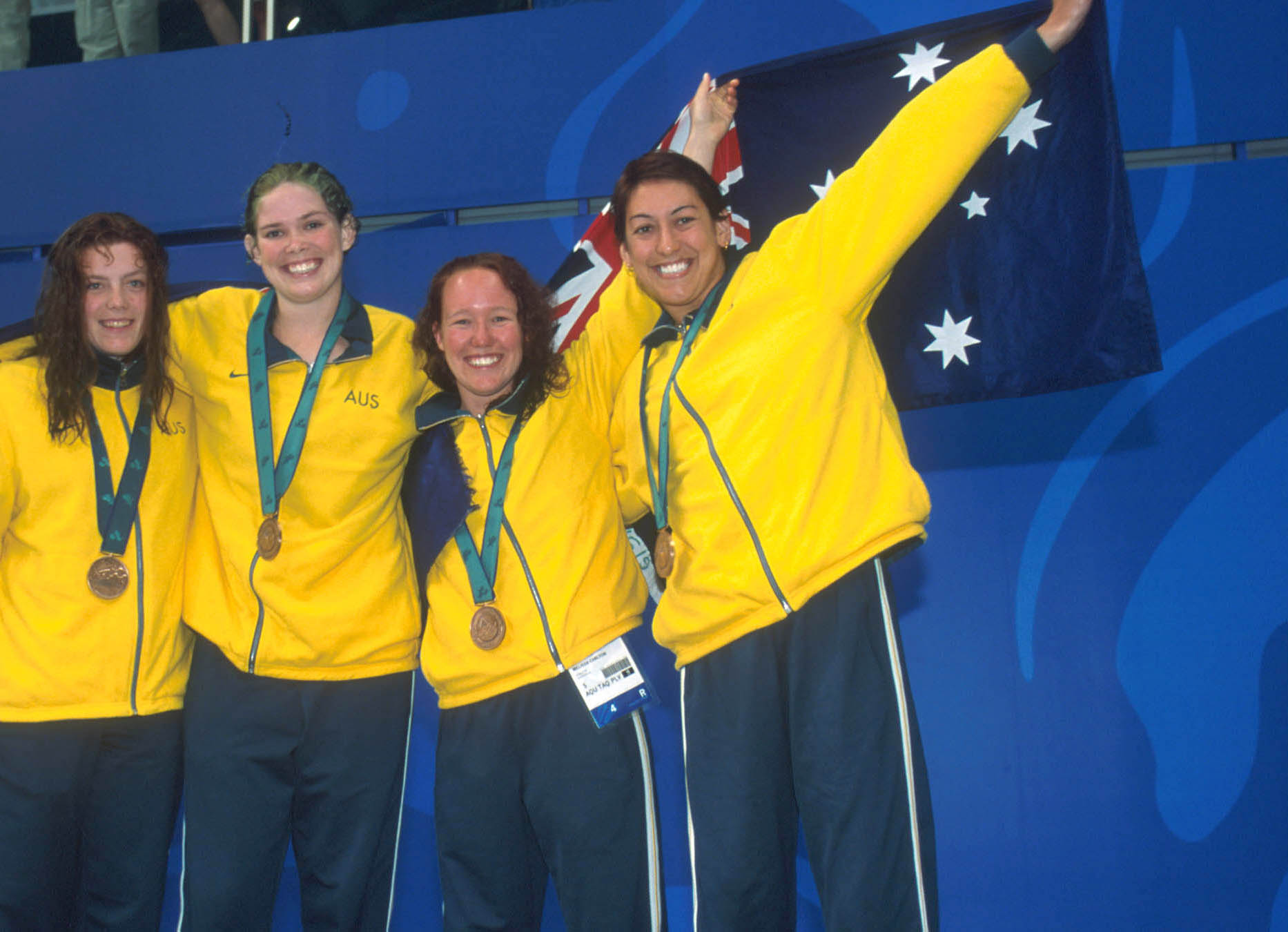
Fraser, la segunda desde la izquierda con la medalla de bronce ganadora del equipo femenino australiano 4 x 100 m estilo libre 34 puntos, en los Juegos Paralímpicos del año 2000. De izquierda a derecha: Gemma Dashwood, Amanda Fraser, Melissa Carlton y Priya Cooper.

Fraser nació con hemiplejía espástica, una forma de parálisis cerebral en la que un lado del cuerpo se ve afectado. A la edad de 12 años, compitió en los Campeonatos de Atletismo Deportivo de la Escuela de Queensland y ganó tres medallas de oro. Más tarde pasó a la natación, y fue seleccionada para completar en los Juegos Paralímpicos de Sídney 2000, donde ganó medallas de bronce en el relevo de 34 puntos en 4×100 m estilo libre y en los 50 m estilo libre en S7.
En 2001, volvió al atletismo y se clasificó para los Juegos Paralímpicos de Atenas 2004 con un récord mundial de lanzamiento de disco de 27,95 m en los campeonatos nacionales. En los Juegos Paralímpicos, compitió en las pruebas de 100 m, lanzamiento de bala y disco, ganando una medalla de plata en la clasificación de disco F37, la primera medalla de Australia en atletismo en el evento.
Compitió en los Campeonatos Mundiales del Comité Paralímpico Internacional de 2006, en los que batió el récord mundial de disco de F37 con un lanzamiento de 29,93 metros, ganando la medalla de oro en el evento. Tras este logro, fue nombrada la Atleta Femenina Telstra 2006 con una discapacidad del año por Athletics Australia.
En los Juegos Paralímpicos de Pekín 2008, Fraser recibió inicialmente la medalla de bronce por el lanzamiento de disco en la prueba combinada F37-38; sin embargo, recibió la medalla de plata cuando la atleta británica Rebecca Chin fue descalificada por no poder competir en la categoría de parálisis cerebral. En un principio, ABC News informó que Fraser se negó a estrechar la mano de Chin después del evento, sin embargo, esto fue corregido más tarde por The Australian cuando se descubrió que no fue Fraser quien se negó a estrechar la mano, sino la atleta británica Beverly Jones. Ella fue becaria de atletismo del Instituto Australiano de Deportes desde 2002 hasta 2008.